# Curaçao

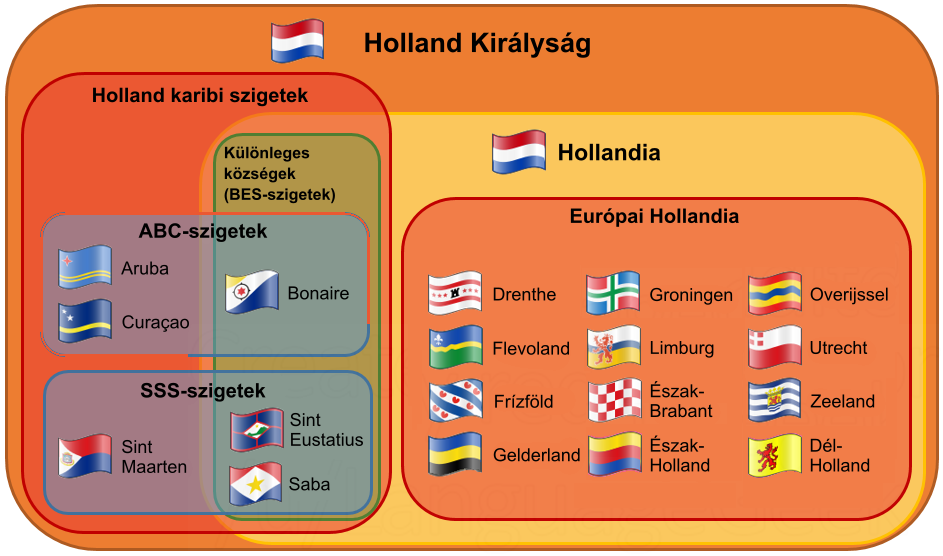
A Holland Királyság államjogi szerkezete 2010-től

Curaçao (hollandul: Curaçao, papiamentóul: Kòrsou, spanyolul: Curazao) sziget a Karib-tenger déli részén, Venezuela partjai közelében. Curaçao (hivatalos nevén hollandul: Land Curaçao, papiamentóul: Pais Kòrsou), amely rajta kívül a lakatlan Kis-Curaçao (hollandul: Klein-Curaçao) szigetet foglalja magába. 2010-ben a Holland Királyság elméletileg egyenjogú országa lett Hollandia, Aruba és Sint Maarten mellett.

## Története
Eredetileg az arawak nép lakta, ám az 1499-es felfedezését követően a kegyetlen spanyol bánásmód miatt eltűntek, kevés vérvonalat hagyva. A szigetet 1634-ben Hollandia meghódította. Kiemelkedő adottságú kikötője évszázadokon át népszerű hellyé tette. 1662-től a Holland Nyugat-indiai Társaság rabszolga-kereskedelmének központja lett. A 18. században többször gazdát cserélt Anglia, Franciaország és Hollandia között. 1795-ben az ott élő rabszolgák fellázadtak, és négyezren a sziget északi részére vonultak. Heves összecsapások után, egy hónap alatt leverték őket. 1800-ban a franciák szállták meg, de az ún. kvázi háború alatt a szigetet az Egyesült Államok két hadihajója blokád alá vette, ezért a franciák feladták a szigetet. Tartós holland kezelésbe 1815-től került a sziget. 1863-ban a rabszolgaságot eltörölték.
1914-ben nagy kiterjedésű olajmezőt találtak Venezuelában, és ideális fekvése miatt Curaçaóra került az olajfinomítás. Az üzembe nagyobb számban érkeztek munkások, főleg Ázsiából. 1954. január 1-től önálló kormányzata lett, de ennek ellenére a bennszülöttek nem tudtak teljes jogúan részt venni a politikai döntésekben. 1969. május 30-án több mint ötezer, főleg fekete bőrű munkás fellázadt gazdasági helyzete miatt. Ennek legfőbb eredménye a papiamento nyelv hivatalossá válása lett. Az 1980-as években az elavult és erősen környezetszennyező finomító sok jogi eljárás tárgya volt, és végül az olajtársaság jelképes összegért átadta Venezuela kormányzatának.
1984. július 2-án elfogadták a szigetország zászlaját és himnuszát, az első független szavazás 30. évfordulójának napján. A 2000-es években újra téma lett a Holland Antillák függetlensége. 2005. április 8-án megtartott népszavazáson a polgárok a Holland Antillákon belüli önállóságot választották 68%-os többséggel, elutasítva a teljes függetlenséget.
2010. október 10-ig a Holland Antillák része volt, de egy népszavazás eredményeként a Holland Királyságon belüli társult állammá vált.

## Földrajza
Curaçao a Kis-Antillákhoz tartozó ABC-szigetek (Aruba, Bonaire és Curaçao) legnagyobb és legnépesebb tagja. Szárazföldi területe 444 km², lakossága 152 849 fő (2023). Curaçao legmagasabb pontja a 375 méteres Sint Christoffelberg. A sziklás északi partnál erős tengeráramlatok vannak, míg a déli partnál a víz nyugodt, homokos öblei kedvelt turistacélpontok. Itt a parttól nagyjából 30-100 méternyire van a „kék perem”, ahol a tengerfenék 61 méteres mélységbe bukik, kiváló búvárkodási lehetőséget nyújtva.
ISO 3166-1 kódja a CW illetve CUW.

### Élővilága
Növényzete eltér a tipikus trópusi szigetekétől, jellemzően bozótos, kaktuszos, örökzöldes területekkel. A partvidéki vegetáció dúsabb. Nemzeti fája pillangósvirágúakhoz tartozó Divi-divi (Caesalpinia coriaria). A narancs egy különleges fajtája, a laraha, csak itt fordul elő. Gyümölcse érett formájában is zöld, és ehetetlenül keserű, ám héja a Curaçao likőr ízét adja.
Általánosságban elmondható hogy a szigeten nincsenek emberre veszélyes állatok. Elvadult kecskék és szamarak, valamit pre-kolumbián szarvasok a sziget legnagyobb termetű állatai. A leggyakoribbak a tejufélékhez és gekkófélékhez tartozó gyíkocskák, illetve a szúnyogok. Emellett csigák, békák és két ártalmatlan kígyóféle is felfedezhető.

### Népesség
A sziget népessége az elmúlt években az alábbi módon változott:
| Lakosok száma | 100 179 | 136 682 | 146 912 | 147 996 | 151 456 | 144 299 | 136 969 | 142 902 | 154 846 | 152 849 |
|               | 1950    | 1966    | 1973    | 1980    | 1987    | 1993    | 2000    | 2007    | 2014    | 2023    |

### Éghajlata
Curaçao klímája félsivatagos. Januártól szeptemberig van a száraz, és októbertől decemberig a három hónapos esős évszak. A sziget hőmérséklete kiegyenlített mind éves, mind napi szinten. Az állandó tengeri szellő nappal hűt, éjjel melegít. A sziget kívül esik a hurrikánok zónáján.
| Hónap                                     | Jan. | Feb. | Már. | Ápr. | Máj. | Jún. | Júl. | Aug. | Szep. | Okt. | Nov. | Dec. | Év   |
| ----------------------------------------- | ---- | ---- | ---- | ---- | ---- | ---- | ---- | ---- | ----- | ---- | ---- | ---- | ---- |
| Rekord max. hőmérséklet (°C)              | 32,8 | 33,2 | 33,0 | 34,7 | 35,8 | 37,5 | 35,0 | 37,7 | 38,3  | 36,0 | 35,6 | 33,3 | 38,3 |
| Átlagos max. hőmérséklet (°C)             | 29,7 | 30,0 | 30,5 | 31,1 | 31,6 | 32,0 | 31,9 | 32,4 | 32,6  | 31,9 | 31,1 | 30,1 | 31,2 |
| Átlagos min. hőmérséklet (°C)             | 24,3 | 24,4 | 24,8 | 25,5 | 26,3 | 26,4 | 26,1 | 26,3 | 26,5  | 26,2 | 25,6 | 24,8 | 25,6 |
| Rekord min. hőmérséklet (°C)              | 20,3 | 20,6 | 21,0 | 22,0 | 21,6 | 22,6 | 22,4 | 21,3 | 21,7  | 21,9 | 22,2 | 21,1 | 20,3 |
| Átl. csapadékmennyiség (mm)               | 45   | 26   | 14   | 20   | 20   | 19   | 40   | 42   | 49    | 84   | 97   | 100  | 553  |
| Havi napsütéses órák száma                | 254  | 246  | 267  | 237  | 242  | 255  | 282  | 288  | 255   | 245  | 228  | 233  | 3031 |
| Forrás: Hong Kong Observatory (sun only). |      |      |      |      |      |      |      |      |       |      |      |      |      |

### Kis Curaçao
Kis Curaçao (hollandul és németül Klein Curaçao) a szigettől 10 kilométerre fekvő 1,7 km²-es lakatlan sziget. 1888-ban német tengerészeti bázist próbáltak létrehozni, de az ivóvíz hiánya ezt meghiúsította. Napjainkra ebből csupán egy világítótorony és egy romos parti ház maradt emlékeztetőnek. A növényzet főleg fűfélékből és néhány kókuszpálmából áll. A szigeten található néhány kunyhó pár napra megfelelő hajlékot ad a búvárkodó turistáknak és az erre járó halászoknak. A szél felőli oldalon megfeneklett hajók roncsai éktelenkednek. Ezek legnagyobbika egy kisebb tankhajó, a Maria Bianca Guidesman.

## Közlekedése
A KLM légitársaság Amszterdamból járatokat indít Curaçaóra (2012). Repülőtere a Hato (vagy Curacao) Nemzetközi Repülőtér (jele: CUR, TNCC) 2006-ban kapott új terminált, amely évi 1,6 millió utas kiszolgálására alkalmas. A járművek az út jobb oldalán közlekednek. Nincs kötött pályás közlekedés. A fővárosban hidak ívelnek át a hosszú öböl felett:
- az Emma királynő híd egy 1888-ban épült pontonhíd, 1939-ben felújították
- a Julianna királynő híd, amely 1974 óta áll.

### Hajózás
Curaçaónak több kikötője is van, amelyek alkalmasak magánjachtok, utasszállító óceánjárók és teherhajók fogadására. A legnagyobb a főváros szívében, a Szent Anna-öbölben található. A sziget hajójavító üzemében három szárazdokk is található, legfeljebb 150 ezer tonna bruttó hordképességű hajók fogadására. A sziget konténerterminálja napi 24 órában működik.

## Látnivalók

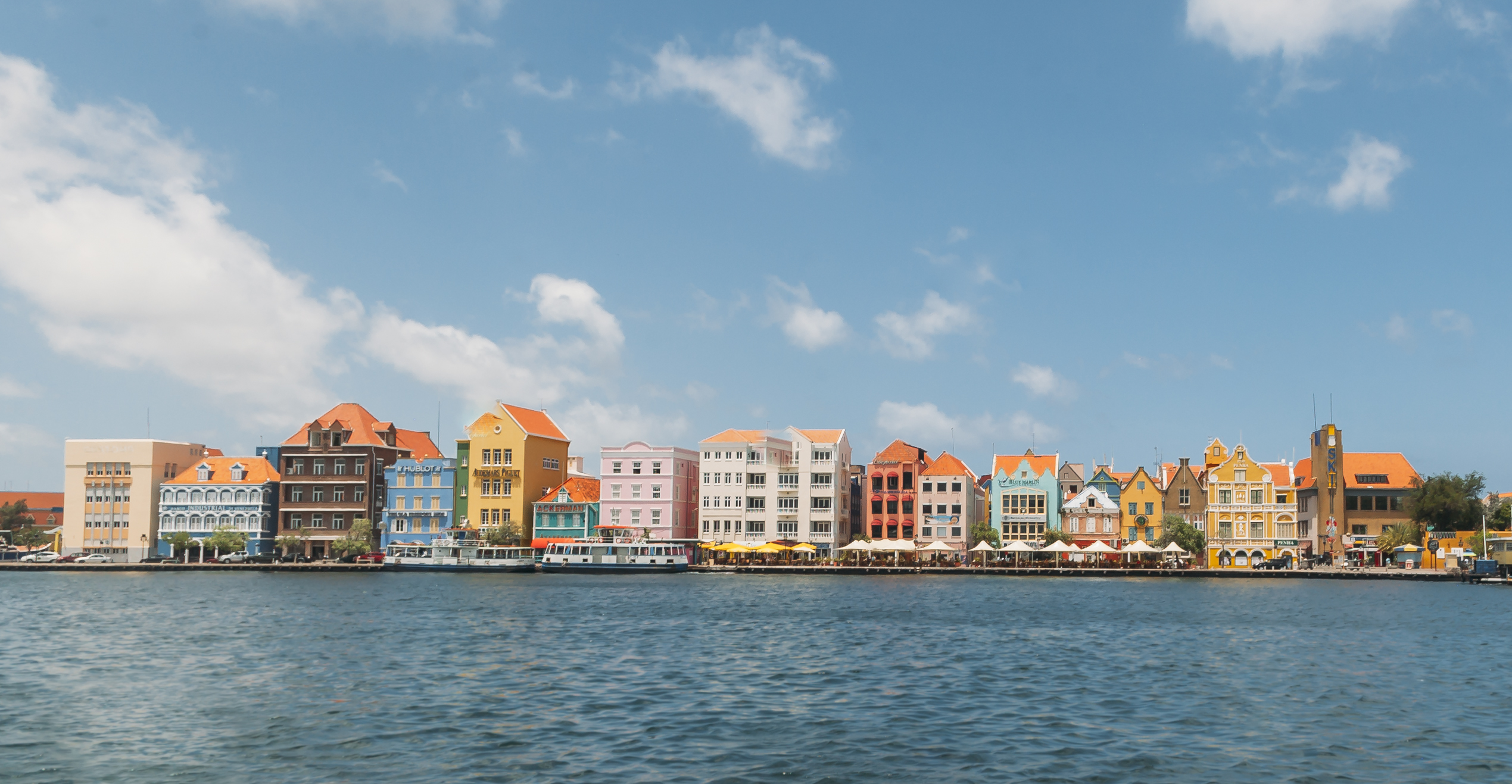
Handelskade in Willemstad, Curaçao

### Willemstad
Willemstad a sziget fővárosa, az igen kedvező fekvésű kikötő köré épült. Willemstad történelmi belvárosa a kikötővel az UNESCO világörökség listáján szerepel 1997 óta, 809-es számmal. Két negyede a Punda és az Otrobanda, melyeket a Szent Anna-öböl (hollandul Sint Annabaai) választ ketté. Lakossága körülbelül 140 ezer fő.

### Erődök

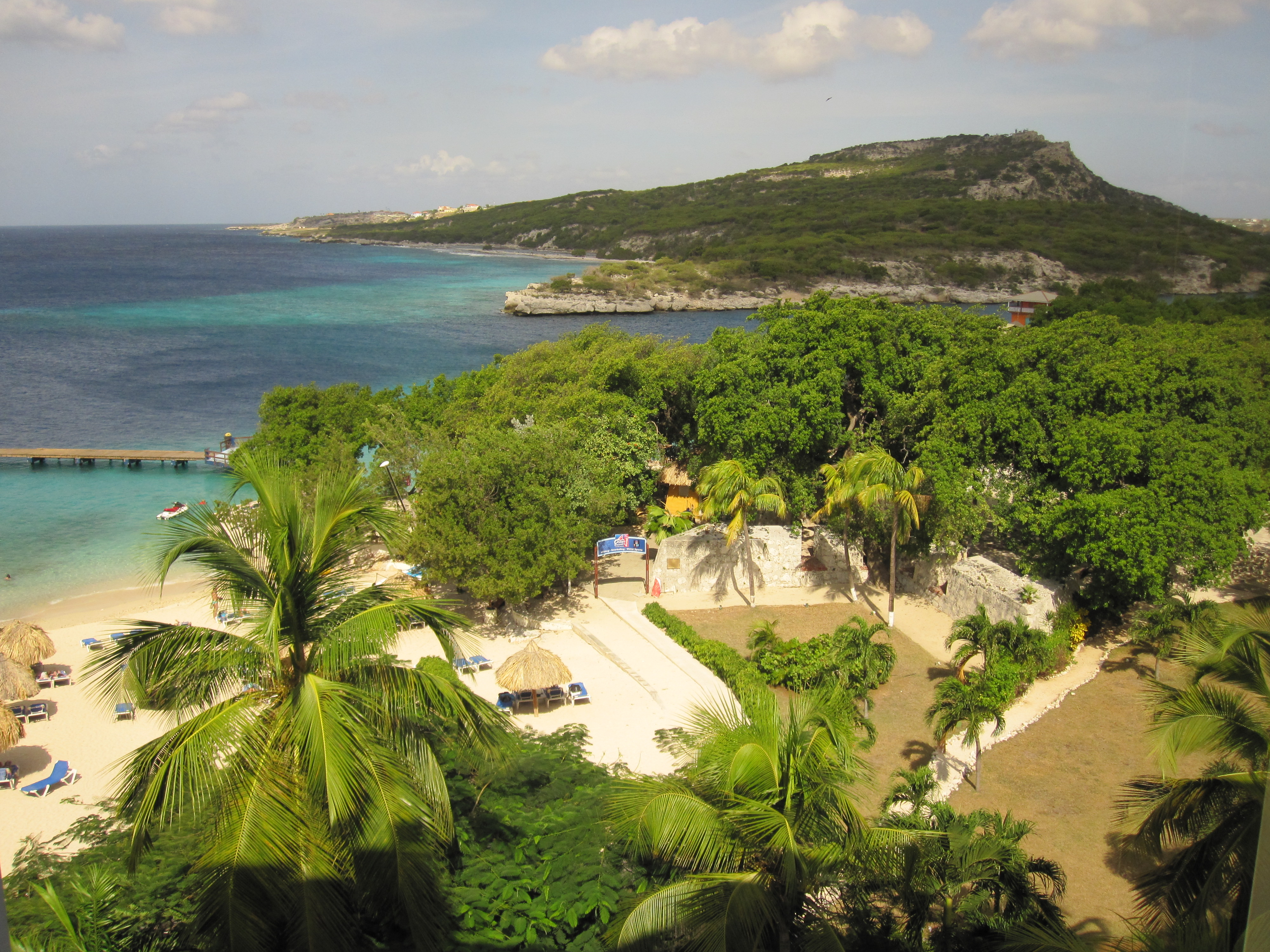
A Piscadera-öböl látképe

Amikor a hollandok 1634-ben a szigetre érkeztek, védelmül erődöket emeltek a sziget délebbi stratégiai pontjain. Ezek közül öt napjainkban is látogatható:
- Fort Waterfort (épült: 1634) – 1957-ben hotellé alakították, 2005-től Plaza Hotel néven működik.„”
- Fort Amsterdam (épült: 1635) – a kormányzati irodák találhatóak itt.
- Fort Beekenburg (épült: 1703)
- Fort Nassau (épült: 1797) – étterem és a kikötőfelügyelet található benne.
- Riffort (épült: 1828) – étterem és boltok találhatóak itt.

## Kultúra

### Hivatalos ünnepek Curaçaón
| január 1.         | újév            | Nieuwjaar         |                                                                   |
| február           | karnevál hétfő  | Carnaval Maandag  | A Hamvazószerda vagyis a nagyböjt kezdete előtti hétfőn.          |
| március – április | húsvét          | Pasen             |                                                                   |
| április 27.       | király napja    | Koningsdag        | 1980 – 2013. április 30-ig Koninginnedag, vagyis a királynő napja |
| május 1.          | a munka ünnepe  | Dag van de Arbeid |                                                                   |
| május             | áldozócsütörtök | Hemelvaartsdag    | 40 nappal húsvét után                                             |
| július 2.         | zászló napja    | Dag van de Vlag   |                                                                   |
| október 10.       | Curaçao napja   | Dag van Curaçao   | Curaçao nemzeti ünnepe                                            |
| december 25.      | karácsony       | Kerstmis          |                                                                   |
| december 26.      | boxing day      | Tweede kerstdag   | Karácsony másnapja, "dobozos" nap                                 |

### Curaçao a kultúrában
- A Brit Királyi Haditengerészet az idők során négy hajót is elnevezett a szigetről, a következő átírással: HMS Curacoa
- Curaçao egy világszerte ismert likőr, koktélalapanyag

### Gasztronómia
A gasztronómiában holland, karibi, venezuelai és indonéz hatások fedezhetők fel Curaçaón. A tenger gyümölcsei sok ételben megtalálhatók alapanyagként, úgy mint a friss kagylók vagy a garnélarák, amelyek például tacóhoz szolgálhatnak tölteléknek. Helyi jellegzetességként említhető a nyersen fogyasztott hering.
A keshi yena nevű golyócskának az alapja a holland edami vagy gouda sajt, amelyet fűszeres hússal, olajbogyóval, kapribogyóval és hagymával töltenek meg. Bonaire szigetén is van egy hasonló, hússal töltött edami sajtos fogás.
A bitterballen nevű húsgolyó holland eredetű különlegesség, alapja marha- és borjúhús, de vannak sajttal töltött zöldséges változatok is. A golyókat egy erős mustárba mártogatva fogyasztják el, amit aztán holland sörrel érdemes leöblíteni.
A kecskehús Bonaire-n fontos hozzávaló és találkozni vele Curaçaón is, ahol többek között a stoba nevű pörköltöt főzik belőle, amelyhez zöldségeket, fűszereket és egy kis papayát is adnak.
Az oliebollen egy fánkhoz hasonló édesség, amit porcukorral szórnak meg, s leginkább karácsony vagy újév táján eszik. Másik, szintén holland eredetű nyalánkság a stroopwafels, karamellával töltött ostya. A poffertjes egy aprócska, kelesztett palacsinta, amit vajjal és porcukorral ízesítenek, s egyaránt kitűnő desszertnek és uzsonnának is.
Afrikai eredetű a funchi vagy tutu, melynek alapanyaga a kukoricaliszt és jellegét tekintve hasonlít a puliszkához. Ez az étel is megtalálható Bonaire gasztronómiájában.
Az arepas Venezuelából származik, amely puffasztott kukoricából sütött lepény, s melynek töltelékje lehet sajt, hús, kukorica vagy avokádó.
A szeszesitalok közül a legnépszerűbb a curaçaói kéklikőr, amely többféle koktél alapanyaga.

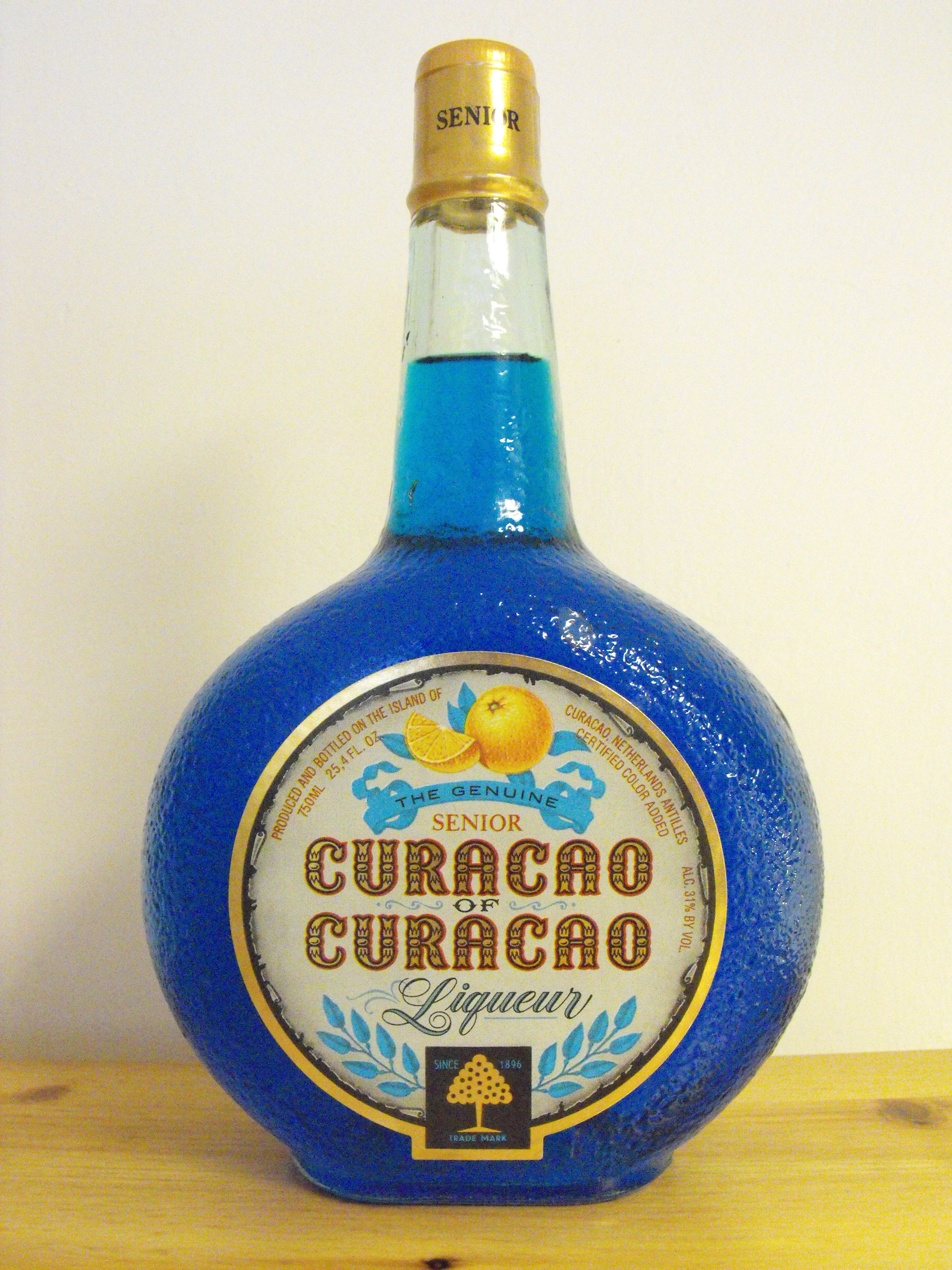
A curaçaói kéklikőr üvegben
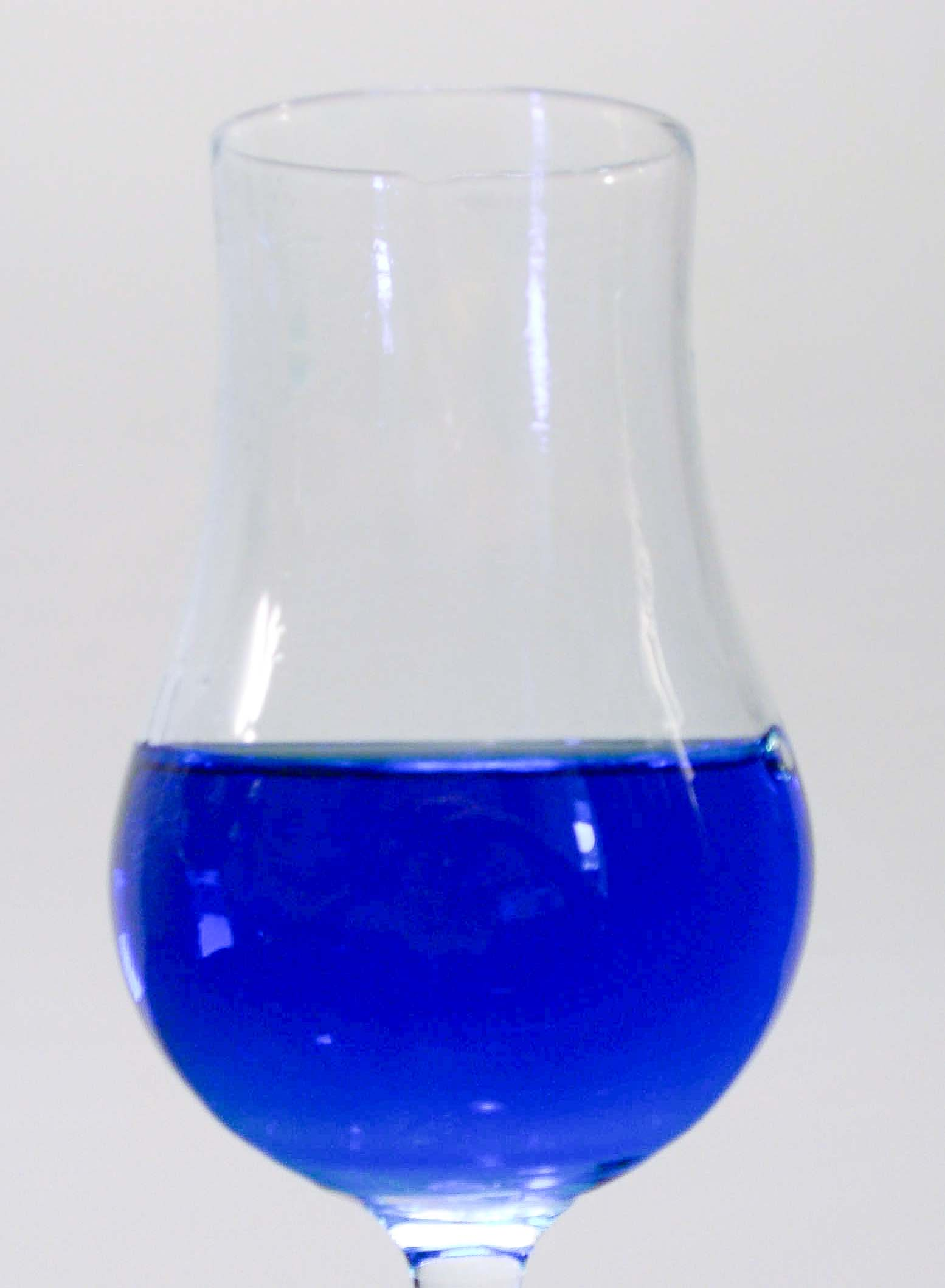
A curaçaói kéklikőr kupicában
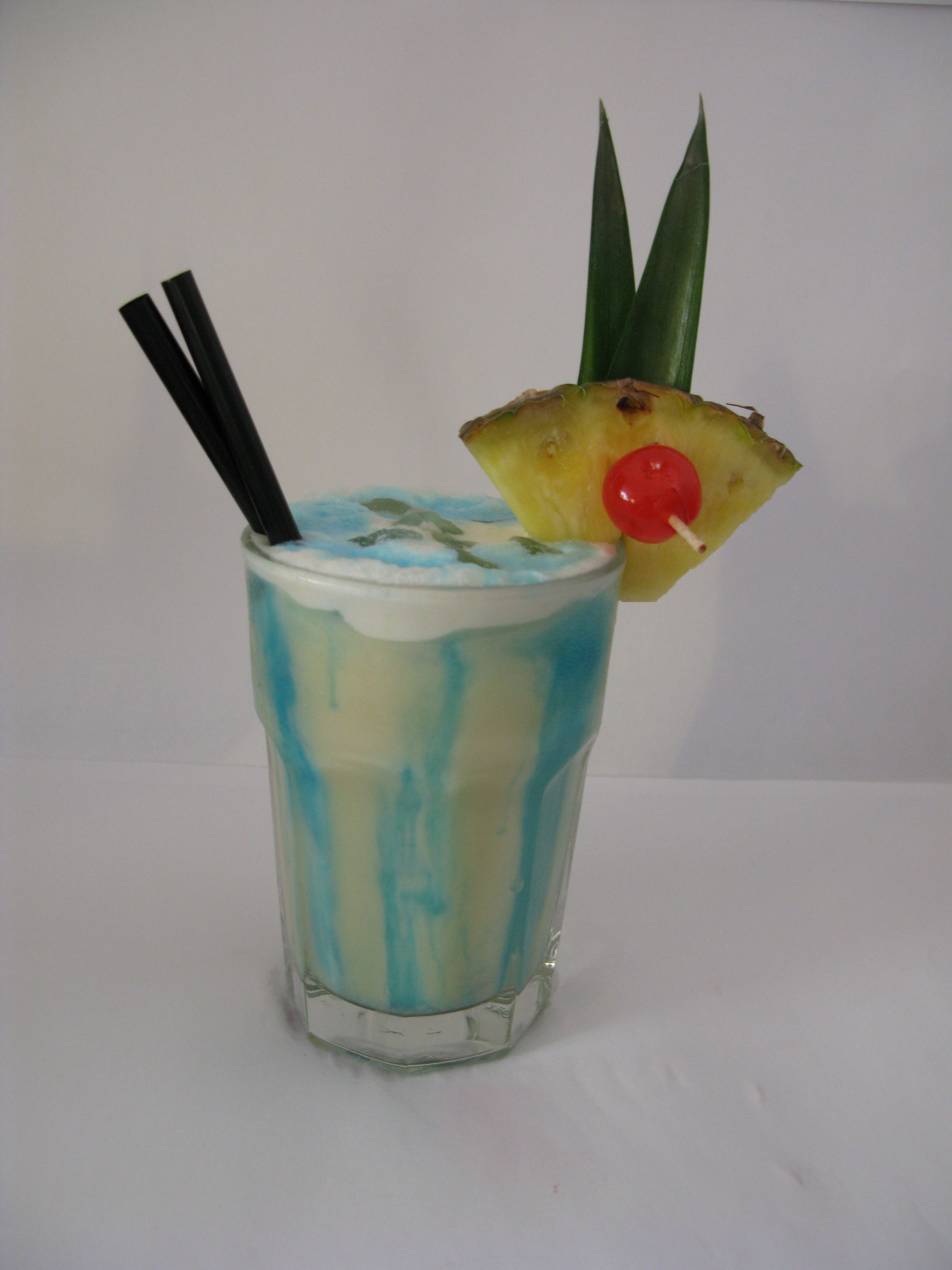
Úszómedence koktél kéklikőrből

### Híres curaçaóiak
- Patrick Kluivert holland válogatott labdarúgó édesanyja révén curaçaói származású

## Fordítás
- Ez a szócikk részben vagy egészben a Curaçao című angol Wikipédia-szócikk ezen változatának fordításán alapul.  Az eredeti cikk szerkesztőit annak laptörténete sorolja fel. Ez a jelzés csupán a megfogalmazás eredetét és a szerzői jogokat jelzi, nem szolgál a cikkben szereplő információk forrásmegjelöléseként.